# Orthosiliciumzuur
Orthosiliciumzuur of orthosilicic acid (OSA) is een anorganisch molecuul met formule {\displaystyle {\ce {Si(OH)4}}}. Het is een bouwsteen voor verdere siliciumbevattende moleculen zoals siliciumdioxide (silica) {\displaystyle {\ce {SiO2}}} en silicaten. Orthosiliciumzuur is in grote hoeveelheden (1017 mol ~ 106 kg) te vinden zijn in de natuur voornamelijk in wateren.

## Isolatie
Isolatie van orthosiliciumzuur is wordt normaal gesproken gedaan in lage concentratie geïsoleerd om te voorkomen dat het in een van haar oligomeren condenseert.
Het voornaamste mechanisme voor het maken van orthosiliciumzuur te isoleren is door een hydrolyse in een zuur milieu. Met als beginstof {\displaystyle {\ce {Si(OR)4}}} waarbij R een reactieve groep is. Een voorbeeld van zo'n reactieve zijgroep is een benzyl groep ({\displaystyle {\ce {R-CH2C6H5}}}).
{\displaystyle {\ce {Si(OR)4->[H+]Si(OR)3OH->[H+]Si(OR)2(OH)2->[H+]Si(OH)4 + ROH}}}